# Orthoporus chihuanus
Orthoporus chihuanus är en mångfotingart som beskrevs av Chamberlin 1947. Orthoporus chihuanus ingår i släktet Orthoporus och familjen Spirostreptidae. Inga underarter finns listade i Catalogue of Life.